# María Gómez Valbuena
Sor María Florencia Gómez Valbuena (Valderrueda, León, 8 de abril de 1925 - Madrid, 22 de enero de 2013) fue una religiosa española de las Hijas de la Caridad de San Vicente de Paúl, conocida por ser una de las responsables del robo de niños, en las clínicas de maternidad madrileñas en la década de los años 1980. Aunque hace más de 15 años que aparecía como acusada por el mismo delito, supuso la primera vez que un juez enjuiciaba a un religioso. Hasta el 14 de noviembre de 2011 se habían abierto 1072 diligencias informativas y 342 diligencias previas, al tiempo que se había llevado a cabo 14 exhumaciones: las asociaciones de afectados como ANADIR, cifran entre 200.000 y 300.000 los niños robados en la segunda mitad del siglo XX en España.

## Caso de los bebés robados
Estaba imputada por los delitos de detención ilegal y falsedad en documento público en la causa de los niños robados, por el robo de Pilar Alcalde, en la Clínica Santa Cristina, en la cual ejercía labores de asistente social. Se ofreció el bebé a cambio únicamente de los gastos de hospital, que ascendieron a 80.000 pesetas ya que pasó 60 días en la incubadora y la estancia de la madre soltera (lo cual nunca incurrió, con lo que se investiga el destino de dicho dinero). Se investiga además los papeles de adopción ya que hay indicios de falsificación.
La firma de Sor María aparece en centenares de documentos de adopción. La Fiscalía de Madrid indicó al respecto que empezaría a investigar el caso según fueran apareciendo más denuncias firmes. La monja, en su primera citación en el juzgado n.º 47, se negó a declarar y más tarde en un comunicado se declaró inocente.
A Sor María se la relacionaba con el Doctor Eduardo Vela, relacionado con la trama de robos de niños que se investiga a nivel nacional, quien en declaraciones al periódico La Gaceta defendió su inocencia y la de Sor María, alegando que no se pueden juzgar actos de dicha época con las leyes vigentes hoy día. El doctor Vela era inocente de la acusación de detención ilegal, según sentenció el Tribunal Supremo en junio de 2020.
A raíz de ésta y otras denuncias, el 12 de abril de 2012 se realizó una cumbre ministerial entre las asociaciones de afectados por el robo de niños con los ministros de Interior, Justicia y Sanidad, además de con el actual Fiscal General del Estado. Por estos casos recibió numerosas críticas la Conferencia Episcopal Española, ya que hasta la fecha no se había pronunciado. Varios periódicos internacionales hicieron seguimiento de esta noticia y de este tema.

## Fallecimiento
Falleció el 22 de enero de 2013 a causa de una insuficiencia cardíaca y fue enterrada al día siguiente en el panteón que poseen las Hermanas de la Caridad en el Cementerio de San Justo en Madrid.